# Schöndorf (bei Schleiz)
Schöndorf település Németországban, azon belül Türingiában. Lakosainak száma 261 fő (2023. december 31.).

## Népesség
A település népességének változása:
| Lakosok száma | 274  | 276  | 256  | 258  | 261  |
|               | 2017 | 2019 | 2021 | 2022 | 2023 |